# فوستر إدواردز
فوستر إدواردز (بالإنجليزية: Foster Edwards)‏ هو لاعب كرة قاعدة أمريكي، ولد في 1 سبتمبر 1903 في هولشتاين في الولايات المتحدة، وتوفي في 4 يناير 1980 في أورلينس في الولايات المتحدة.